# 끌림
《끌림》은 2017년 12월 8일에 발매된 양파의 싱글 앨범이다.
가수 양파, '익숙하고도 낯선' 새로움을 입다. 누군가에겐 그립고, 누군가에겐 설레는 '끌림'을 노래하다
누군가에겐 그립고, 누군가에겐 설레는 '끌림'을 노래하다
가을과 겨울 그 중간에서 재회와 설렘의 '끌림'을 만나다. '애송이의 사랑', 'A'D DIO', '사랑..그게 뭔데' 등 어디선가 한번은 들어봤을 노래의 주인공인 양파가 오랜 준비 끝에 신곡 '끌림'으로 돌아왔다.
'애송이의 사랑', 'A'D DIO', '사랑..그게 뭔데' 등 어디선가 한번은 들어봤을 노래의 주인공인 양파가 오랜 준비 끝에 신곡 '끌림'으로 돌아왔다.
'애송이의 사랑', 'A'D DIO', '사랑..그게 뭔데' 등 어디선가 한번은 들어봤을 노래의 주인공인 양파가 오랜 준비 끝에 신곡 '끌림'으로 돌아왔다.
가수 양파에게 붙는 수식어는 매우 다양하다. 원조 R&B 여왕, 원조 아이유, 여자 솔로가수 음반 최고의 판매량 기록, '나는 가수다 시즌 3'의 가왕 등등 어떤 수식어든 최고 혹은 원조가 아닌 것이 없다. 하지만 한편으로는 어떤 이들에게는 매우 익숙하고도 그리운 이름이지만, 또 다른 이들에게는 '누구인지 모른다'는 익숙함과 낯설음의 공존하는 가수 이기도 하다. 그녀는 이런 특별함 안에서 다양한 이들에게 다가가기 위한 선택을 했다. 자신의 독특한 상황을 신곡 '끌림'에 그대로 반영한 것이다. '끌림'에는 익숙하지만 새롭고, 낯설지만 매력적인 양파만의 이야기가 고스란히 담겨 있다.

## 수록곡
| #            | 제목            | 작사         | 작곡         | 편곡         | 재생 시간 |
| ------------ | --------------- | ------------ | ------------ | ------------ | --------- |
| 1.           | 〈끌림〉        | 양파, 김도훈 | 김도훈       | 김도훈       | 03:29     |
| 2.           | 〈끌림 (Inst)〉 |              | 김도훈       | 김도훈       | 03:29     |
| 총 재생 시간 | 총 재생 시간    | 총 재생 시간 | 총 재생 시간 | 총 재생 시간 | 06:58     |